# HD 60312
HD 60312，又名CD-35 3659，SAO 198104、HR 2895，是一颗恒星，视星等为6.3，位于銀經249.38，銀緯-8.04，其B1900.0坐标为赤經7h 28m 44.1s，赤緯-35° -8.04′ 49″。